# Kanton Moulins-Ouest
Moulins-Ouest is een voormalig kanton van het Franse departement Allier. Het kanton maakte deel uit van het arrondissement Moulins.  
Het werd opgeheven bij decreet van 27 februari 2014, met uitwerking op 22 maart 2015. Alle gemeenten werden opgenomen in het nieuwe kanton Moulins-1, Moulins met een groter deel.

## Gemeenten
Het kanton Moulins-Ouest omvatte de volgende gemeenten:
- Aubigny
- Avermes
- Bagneux
- Coulandon
- Montilly
- Moulins (deels, hoofdplaats)
- Neuvy